# Andrey Troshev
Andrey "Sedoi" Nikolaevich Troshev (nascido em 5 de abril de 1962) (em russo:  Андрей Николаевич Трошев) é um coronel reformado, ex-agente do Ministério de Assuntos Internos e veterano da Guerra Soviético-Afegã, da Segunda Guerra da Chechênia e da intervenção militar russa na guerra civil síria. Ele foi premiado com o Herói da Federação Russa, o título honorário mais alto da Rússia por seus serviços.
Em 14 de julho de 2023, Vladimir Putin anunciou que iria colocar Troshev como líder do Grupo Wagner para substituir Yevgeny Prigozhin.

## Sanções Internacionais
Em 29 de junho de 2022, Troshev foi incluído na lista de sanções do Reino Unido como um dos líderes do Grupo Wagner, que participou da Guerra Civil Síria ao lado de Bashar al-Assad e das forças governamentais. 
Em 13 de dezembro de 2021, foi incluído nas listas de sanções de todos os países da UE. 